# Muquém de São Francisco
Muquém de São Francisco este un oraș în statul Bahia (BA) din Brazilia.